# Verneinung (Psychoanalyse)
Verneinung ist ein – vom Begriff der Verdrängung zu unterscheidender – Fachterminus der Psychoanalyse. Sigmund Freud definierte die Verneinung wie folgt:
„Ein verdrängter Vorstellungs- oder Gedankeninhalt kann also zum Bewusstsein durchdringen, unter der Bedingung, dass er sich verneinen lässt. Die Verneinung ist eine Art, das Verdrängte zur Kenntnis zu nehmen, eigentlich schon eine Aufhebung der Verdrängung, aber freilich keine Annahme des Verdrängten. [...]. Mit Hilfe der Verneinung wird nur die eine Folge des Verdrängungsvorganges rückgängig gemacht, dass dessen Vorstellungsinhalt nicht zum Bewusstsein gelangt. Es resultiert daraus eine Art von intellektueller Annahme des Verdrängten bei Fortbestand des Wesentlichen an der Verdrängung.“